# Edward Ashe
Edward Ashe (v. 1673 - 1748) de Heytesbury, Wiltshire, est un homme politique anglais qui siège à la Chambre des communes anglaise et britannique pendant 52 ans, de 1695 à 1747. 

## Biographie
Il est le fils aîné de William Ashe, député de Heytesbury et de sa première épouse Anne Popham, fille d'Alexander Popham, député de Littlecote, dans le Wiltshire. Il s'est inscrit au Wadham College, Oxfordon le 7 avril 1690, à l'âge de 16 ans. 
Il est nommé par son père député de l'arrondissement familial de Heytesbury lors de l'élection de 1695, la première après sa majorité. En tant que seigneur du manoir de Heytesbury, le plus âgé des Ashe a un contrôle quasi total sur les élections pour l’arrondissement et l’utilisait généralement pour nommer les membres de sa famille. Edward est réélu sans opposition pendant la vie de son père. 
Comme son père, Ashe était un Whig. Il occupe le poste de magasinier de l'Ordnance de 1710 à 1712, le commis de l'Ordre de 1714 à 1718 et est un Lord du commerce de 1720 à 1746. Il est député whig de Heytesbury de 1695 à 1747 et est un temps père de la Chambre des communes en 1747 . 
Il épouse, en 1710, Frances, fille du colonel Francis Luttrell, député de Dunster Castle, Somerset, et de la veuve d'Edward Harvey, jr, de Coombe, Surrey. Il n'a pas d'enfants. 